# Cainã

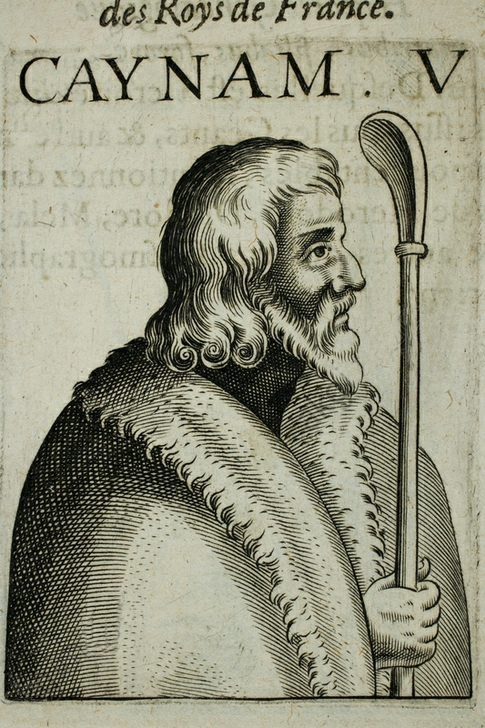
Cainã na Histoire Universelle de Jacques de Charron, 1630

Cainã ou Quenã é um personagem da Bíblia.
Segundo Gênesis, Cainã é bisneto de Adão, pai de Enos, esse que gerou Cainã quando tinha 90 anos de idade. Cainã gerou Malalel aos 70 anos de idade, teve vários filhos e filhas e morreu aos 910 anos.
De acordo com o livro Caverna dos Tesouros, atribuído a Éfrem da Síria, o nome da mãe de Cainã era Hannâ, filha de Jubal, filha de Hôh, filha de Sete. Cainã se casou com Peryath, filha de Kôtûn, filha de Yarbâl.

## Descendência de Adão até Noé[6]
Adão gerou Sete aos 130 anos, e morreu com 930 anos
Sete gerou Enos aos 105 anos, e morreu com 915 anos
Enos gerou Cainã aos 90 anos, e morreu com 815 anos
Cainã gerou Malalel aos 70 anos, e morreu com 910 anos
Maalalel gerou Jarede aos 65 anos, e morreu com 895 anos
Jarede gerou Enoque aos 162 anos, e morreu com 962 anos
Enoque gerou Matusalém aos 65 anos, e morreu com 365 anos
Matusalém gerou Lameque aos 187 anos, e morreu com 969 anos
Lameque gerou Noé aos 182 anos, e morreu com 777 anos